# 마레크 얀쿨로프스키
마레크 얀쿨로프스키(체코어: Marek Jankulovski, 1977년 5월 9일, 체코슬로바키아 오스트라바 ~ )는 체코의 전 축구 선수다.
얀쿨로프스키는 AC 밀란 이전에 바니크 오스트라바 (1994-2000), 나폴리 (2000-2002), 우디네세 (2002-2005)에서 활약하였으며, 그의 세리에 A 데뷔전은 2000년 2월 1일, 레체와의 경기였다.
그는 나폴리에서 두 시즌 간 맹활약을 펼친 뒤, 우디네세 시절에는 팀의 UEFA 컵, UEFA 챔피언스리그 진출을 이끌었으며, AC 밀란에서는 팀의 챔피언스리그 우승에 공헌하였다.
그는 체코 축구 국가대표팀에서는 77경기에서 11골을 넣었고, UEFA 유로 2000, UEFA 유로 2004, 2006년 FIFA 월드컵, UEFA 유로 2008에 출전한 바 있다. UEFA 유로 2004에서는 그는 얀 콜레르, 파벨 네드베트, 밀란 바로시, 카렐 포보르스키, 토마시 로시츠키 등과 함께 팀의 4강 진출에 공헌하였다.
그는 2007-08 시즌 체코 올해의 선수로 선정되었다.
2011년 6월 1일 35세의 나이로 은퇴를 선언했다.

## 경력
- UEFA 유로 2000 국가대표
- 2000년 하계 올림픽 국가대표
- UEFA 유로 2004 국가대표
- 2006년 FIFA 월드컵 국가대표
- UEFA 유로 2008 국가대표

## 수상
AC 밀란
- 2006-07 UEFA 챔피언스리그 우승
- 2007년 UEFA 슈퍼컵 우승
- 2007년 FIFA 클럽 월드컵 우승
- 2010-11 세리에 A 우승

 체코
- UEFA 유로 2004 4강

개인
- 2007년 체코 올해의 선수상